# Bronisław Michalski

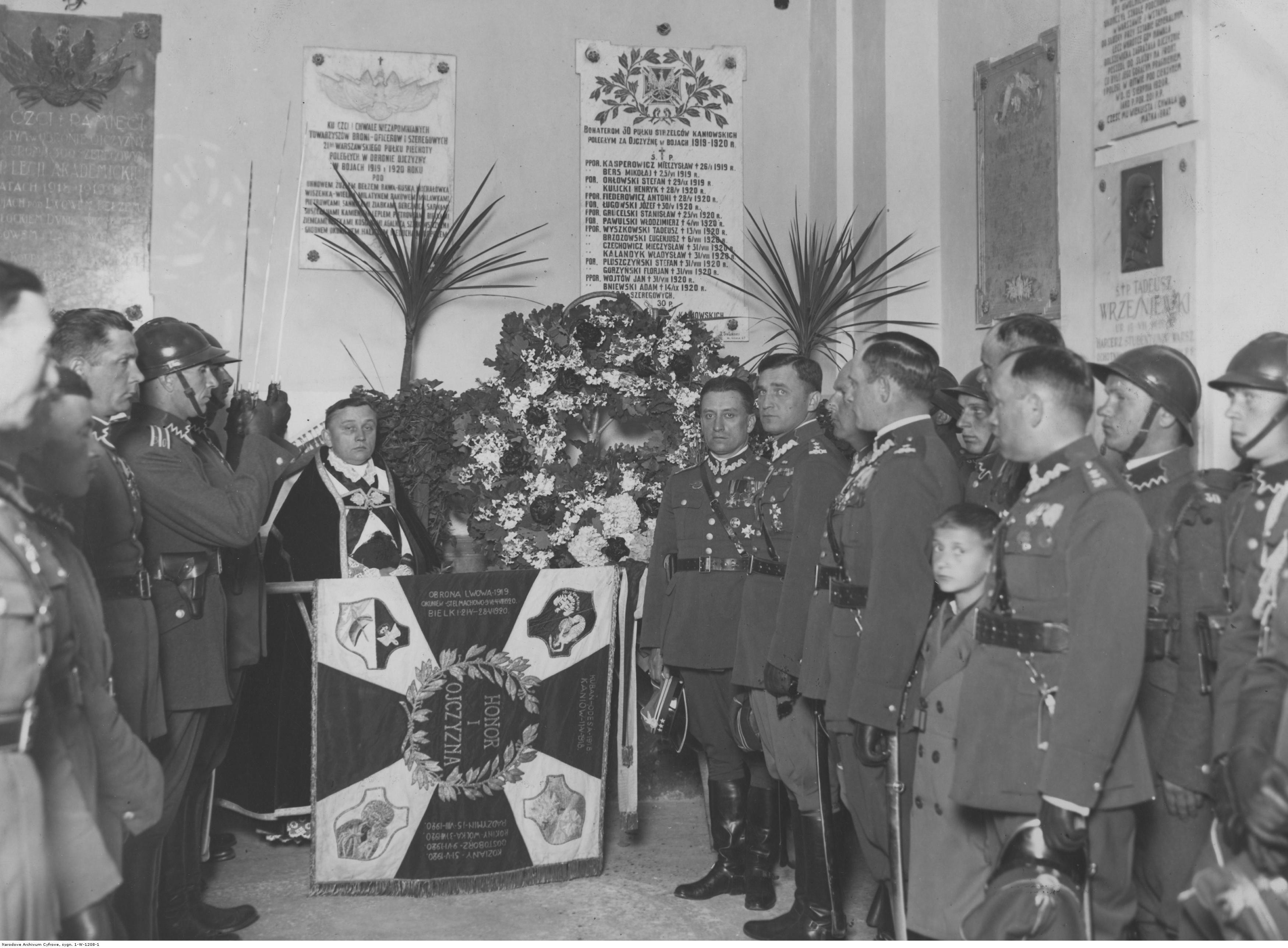
Święto 30 pp w Warszawie - złożenie wieńca przy tablicy ku czci poległych żołnierzy pułku w kościele garnizonowym; w centrum ks. prałat Bronisław Michalski; czerwiec 1932.

Bronisław Janusz Michalski (ur. 24 czerwca 1892 w Rogozinie, zm. 28 listopada 1968 w Londynie) – polski ksiądz, dziekan Polskich Sił Zbrojnych.

## Życiorys
Urodził się w rodzinie Teofila i Julianny Franciszki z Żochowskich. Uczęszczał do progimnazjum Polskiej Macierzy Szkolnej w Płocku. Jako uczeń uczestniczył w strajku szkolnym. W latach 1909–1911 kontynuował naukę w liceum przy Seminarium Duchownym w Płocku. W latach 1911–1915 studiował w płockim Seminarium Duchownym. Święcenia kapłańskie otrzymał z rąk biskupa płockiego Antoniego Juliana Nowowiejskiego. 20 czerwca 1915 został mianowany wikariuszem w Dobrzyniu nad Wisłą. 20 września 1916 został wikariuszem w Ciechanowie. W latach 1916–1918 współpracował z Polską Organizacją Wojskową, za co w 1918 był aresztowany przez Niemców i więziony w twierdzy modlińskiej.
1 stycznia 1919 objął stanowisko kapelana Wojska Polskiego garnizonie Ciechanów. W listopadzie 1919 został przeniesiony do służby frontowej. Kolejno sprawował funkcję kapelana I Brygady Jazdy, szpitali polowych nr 107 i 303, 24. pułku piechoty oraz Grupy Operacyjnej podpułkownika Adama Koca.
W grudniu 1920 został kapelanem Komendy m. st. Warszawy. Od czerwca 1921 służył w Kurii Polowej WP do lutego 1933. Starszy kapelan z 1 stycznia 1930, 1 stycznia 1933 r. awansował na starszego kapelana, a 1 stycznia 1935 otrzymał stopień proboszcza. W 1933 r. nowo mianowany Biskup Polowy WP Józef Gawlina powołał go na stanowisko oficjała Sądu Biskupa Polowego. W marcu 1939 był administratorem parafii Warszawa I. 1 – 21 września 1939 dziekan DOK I Warszawa.
Po kampanii wrześniowej 21 września przekroczył granicę węgierską. Na Węgrzech natychmiast przystąpił do zorganizowania duszpasterstwa dla internowanych żołnierzy polskich. W styczniu 1940 uciekł z Węgier i dotarł do Francji. 3 czerwca 1940 awansował na stopień dziekana. W czerwcu 1940 r. ewakuował się z Kurią Biskupią do Wielkiej Brytanii. We wrześniu 1946 został zdemobilizowany. Kierował służbą duszpasterską w Polskim Korpusie Przysposobienia i Rozmieszczenia. Dekretem Stolicy Apostolskiej z 9 maja 1947 został mianowany naczelnym kapelanem obozów dla Polaków.
Był Szambelanem Jego Świątobliwości i kanonikiem honorowym Kapituły Kolegiackiej Pułtuskiej. 22 lutego 1948 Pius XII mianował go protonotariuszem apostolskim. Po demobilizacji, dziekan generalny z 1 czerwca 1964 – rozkaz Naczelnego Wodza na Zachodzie, pełnił dalej obowiązki duszpasterskie jako wikariusz generalny dla Polaków w Anglii. Spoczywa na St. Patrick Cemetery.

## Ordery i odznaczenia
- Krzyż Komandorski Orderu Odrodzenia Polski
- Złoty Krzyż Zasługi z Mieczami
- Medal Wojska
- Medal Lotniczy
- Złoty Krzyż Zasługi (10 listopada 1938)[4][3][1]
- Medal Niepodległości (5 sierpnia 1937)[5]
- Medal Pamiątkowy za Wojnę 1918–1921[1]
- Medal Dziesięciolecia Odzyskanej Niepodległości[1]
- Srebrny Medal za Długoletnią Służbę[1]
- Medal 3 Maja[1]
- Krzyż Pro Ecclesia et Pontifice (Watykan)[1]
- Medal Obrony (Wielka Brytania)